# Непенин, Пётр Павлович
Пётр Павлович Непенин (9 апреля 1872 — 6 июля 1932) — военачальник Русской императорской армии и Белой армии. Генерал-майор.

## Биография
Общее образование получил в Великолукском реальном училище. В службу вступил 14.08.1891. Окончил военно-училищные курсы при Московском пехотном юнкерском училище. В 1893 году окончил Алексеевское (Московское) военное училище. Выпущен в 15-й стрелковый полк. Подпоручик (ст. 04.08.1892), поручик (ст. 04.08.1896), штабс-капитан (ст. 04.08.1900). Участник похода в Китай 1900-01 и русско-японской войны 1904-05 годов. На 01.01.1909 капитан 15-го стрелкового полка (Одесса). Участник мировой войны. Подполковник (пр. 01.1915; ст. 12.08.1914; за отличия в делах). Награжден Георгиевским оружием (ВП 24.02.1915). Полковник (ст. 27.08.1915). Командир 13-го стрелкового полка (с 19.05.1916). Отличился в ходе Луцкого прорыва. На 01.08.1916 в том же чине и должности. Награжден орденом Св. Георгия 4-й ст. (ПАФ 04.03.1917). Генерал-майор. В Белом движении: командир роты и батальона в Одесской бригаде генерала Тимановского (11.1918-04.1919). Командир полка в 4-й пехотной дивизии (05.—06.1919). Командир 7-й пехотной дивизии (06.1919). Командир бригады 7-й пехотной дивизии (07.-11.1919). Командир отряда в войсках Новороссии (12.1919-01.1920). Командир 4-й пехотной дивизии, с часть войск которой участвовал в Бредовском походе (01.-03.1920). Возвратясь 07.1920 из Польши после Бредовского похода в Крым, командир 34-й пехотной дивизии Русской армии генерала Врангеля (08.-11.1920). 
- 1893 — Окончил Алексеевское военное училище и был выпущен в 15-й стрелковый полк 4-й стрелковой бригады.
- 1900—1901 — Участник военных действий в Китае.
- 1914 — Участник Первой мировой войны.
- 27 августа 1915 — Полковник.
- 19 мая 1916 — Командир 13-го стрелкового полка 4-й «Железной» стрелковой дивизии.
- 1917 — Командир группы войск на юге России (Украина).
- Генерал-майор

### В Белом Движении
Ноябрь 1918 — апрель 1919 — командир офицерской роты и батальона в Одесской бригаде генерала Н. С. Тимановского. Март — июнь 1919 — Командир полка в 4-й пехотной дивизии (Одесса). С боем отошёл в Румынию, откуда морем был переброшен в Новороссийск, где вошёл с отрядом в состав Кавказской армии генерала Врангеля.
Июнь 1919 — ВРИД командира 7-й пехотной дивизии. Участвовал в штурме Царицына. Июль — ноябрь 1919 — Командир бригады 7-й пехотной дивизии. Участвовал в занятии Полтавы, Киева и в боях под Черниговом. Декабрь 1919 — январь 1920 — Командир отряда в войсках Новороссии. Январь — март 1920 — Командир 4-й пехотной дивизии, участвовал в Бредовском походе через Тирасполь в Польшу в составе отряда генерала Бредова. Июль 1920 — С остатками дивизии вернулся в Крым.
Август — ноябрь 1920 — Командир 34-й пехотной дивизии Русской армии генерала Врангеля.
Начальник дивизии генерал Бредов был чем-то задержан в Ростове и во главе дивизии стоял полковник Непенин. Последний произвел на меня прекрасное впечатление (П. Н. Врангель) Петр Николаевич Врангель. ЗАПИСКИ.
После Крымской эвакуации с ноября 1920 года в эмиграции. По состоянию здоровья не мог оставаться в Галлиполи и был направлен на излечение в Сербию. Жил и умер в Велика Кикинда, Югославия.

## Награды
- Георгиевское оружие (ВП 24.02.1915)
- Орден Святого Георгия IV степени (ПАФ 04.03.1917) — За прорыв австрийских позиций во время наступления в Карпатах в мае-июне 1916 года.